# اسلام‌آباد (باجگیران)
اسلام‌آباد، روستایی از توابع بخش باجگیران شهرستان قوچان در استان خراسان رضوی در ایران است.

## جمعیت
این روستا در دهستان دولتخانه قرار داشته و بر اساس سرشماری سال ۱۳۸۵ جمعیت آن ۳۶۶ نفر (۸۶ خانوار)
بوده است.